# Benedetto Capomazza di Campolattaro
Benedetto Capomazza di Campolattaro (* 29. Januar 1903 in Neapel; † 15. Juli 1991 in Rom) war ein italienischer Diplomat.
Er war der Sohn von Maria de Ruggiero Capomazza di Campolattaro und des Marchese Carlo Emilio Capomazza di Campolattaro.
Am 4. April 1939 heiratete er in New Orleans Betty Frances Hardie Capomazza (* 1908 in New Orleans; † 1990).

## Werdegang
Vor dem Zweiten Weltkrieg trat er in den auswärtigen Dienst und wurde in Rom Albanien, Algerien und Dänemark beschäftigt. Im Mai 1939 war er an der Botschaft in Washington, D.C. beschäftigt, als er zum Gesandten in London ernannt wurde, wo am 22. September 1939 durch Giuseppe Bastianini abgelöst wurde.
1950 war er Geschäftsträger in Madrid. 1951 war er Botschafter in Asmara in Eritrea. Von 16. Dezember 1953 bis 1958 war er Botschafter in Tel Aviv. Von 1962 bis 1968 war er Botschafter in Stockholm. Am 30. April 1968 wurde er mit einem Großkreuz in den Verdienstorden der Italienischen Republik aufgenommen.
Nach seiner Versetzung in den Ruhestand war er mehrere Jahre lang Präsident der Honeywell International in Italien und saß er im Aufsichtsrat von Alitalia.
| Vorgänger                                                                          | Amt                                                                               | Nachfolger                         |
| ---------------------------------------------------------------------------------- | --------------------------------------------------------------------------------- | ---------------------------------- |
| Dino Grandi                                                                        | Italienischer Gesandter at the Court of St. James Mai 1939 bis 22. September 1939 | Giuseppe Bastianini                |
| Francesco Paolo Vanni d'Archirafi                                                  | Italienischer Geschäftsträger in Madrid 1950                                      | Francesco Maria Taliani de Marchio |
| —                                                                                  | Italienischer Botschafter in Asmara Eritrea 1951                                  | Stefano Moscatelli                 |
| Raimondo Giustiniani                                                               | Italienischer Botschafter in Tel Aviv 1953–1958                                   | Giovanni Revedin Di San Martino    |
| 1. April 1920 bis Oktober 1921: Giuseppe Colli di Felizzano Alberto Bellardi Ricci | Italienischer Botschafter in Stockholm 1962–1968                                  | Enrico Guastone Belcredi           |